# Kościół św. Fabiana i Sebastiana w Kłodawie
Kościół św. Fabiana i Sebastiana – zabytkowy, drewniany kościół cmentarny, zlokalizowany w Kłodawie, na cmentarzu parafialnym przy ul. Świętego Ducha.

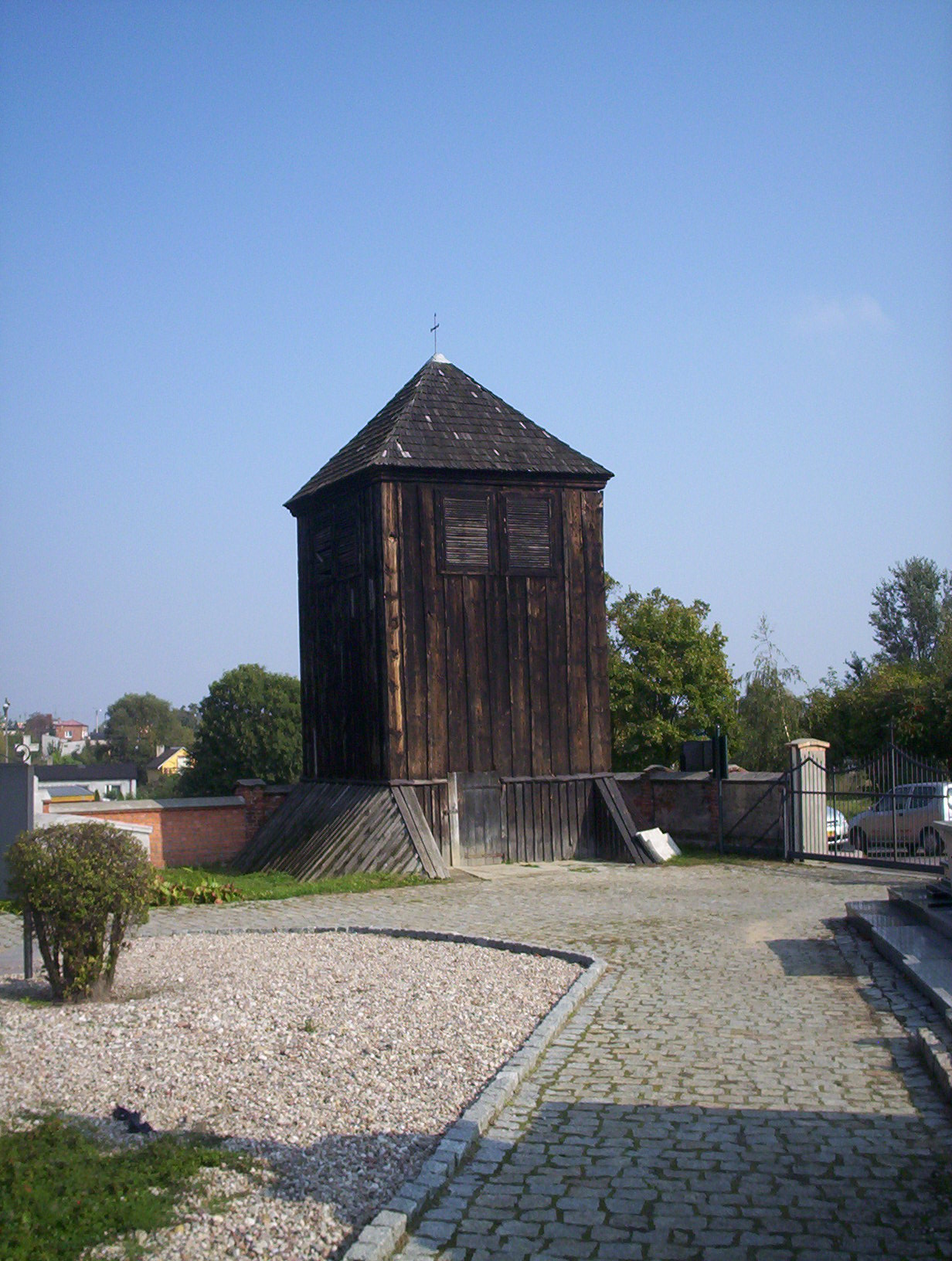
Dzwonnica

## Historia i architektura
Kościół zbudowano w 1557 na fundamentach wcześniejszej kaplicy Bożego Ciała z 1390. W latach 1848–1878 pełnił rolę świątyni parafialnej. Został poddany restauracjom w latach: po 1759, 1846 i 1972-1976. Wyposażenie głównie rokokowe. Obok stoi XVIII-wieczna dzwonnica konstrukcji słupowej. Oba obiekty nakryte są dachem gontowym.